# Lijst van Bulgaarse kentekens
In de lijst van Bulgaarse kentekens wordt er een overzicht gegeven van de herkomst van de kentekens.

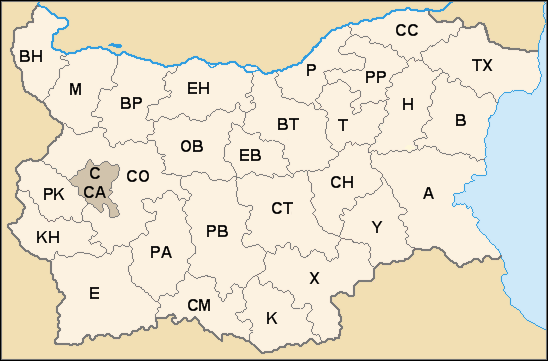
Overzichstkaart herkomst kentekens

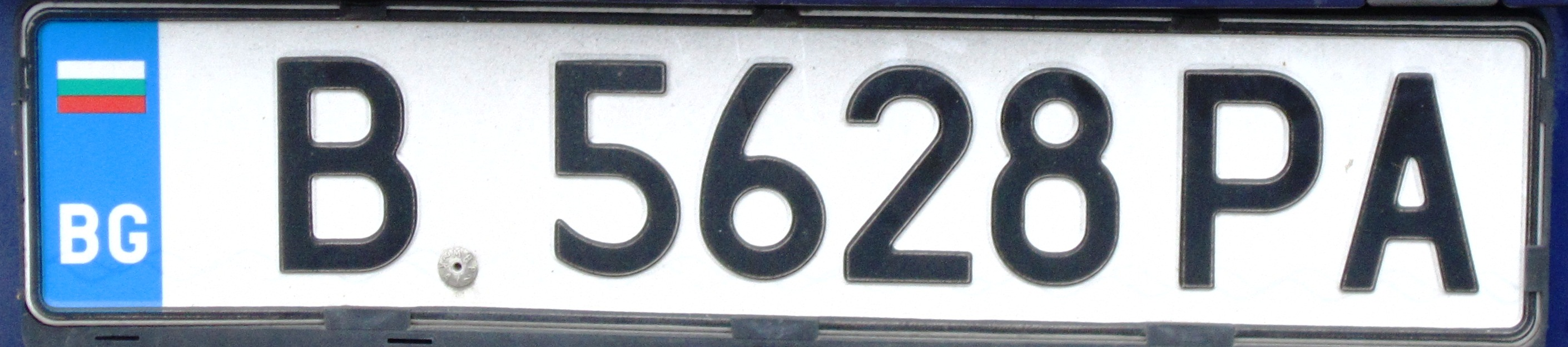
Oud Bulgaars kenteken

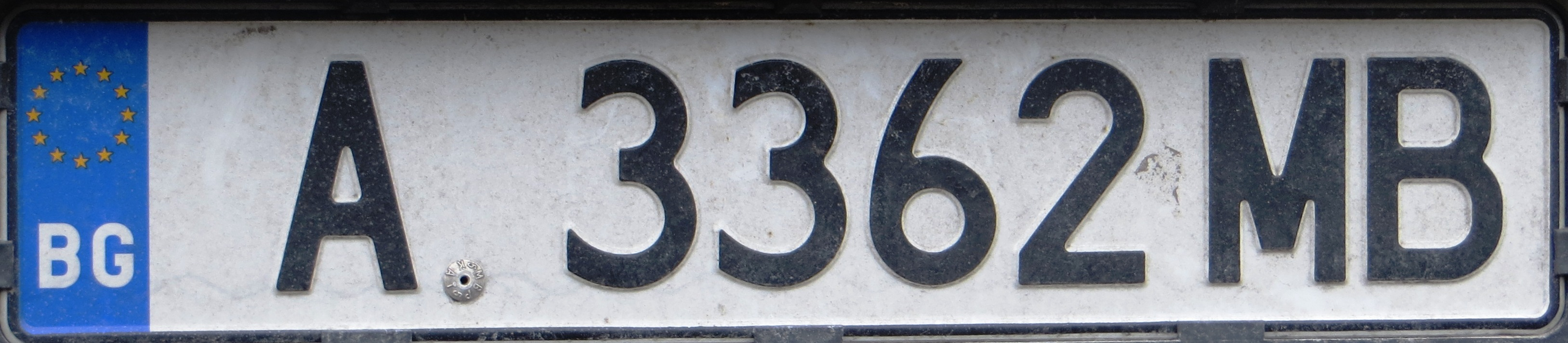
Hedendaags Bulgaars kenteken (Boergas)

| Kenteken    | Regio / Oblast |
| ----------- | -------------- |
| A en AA     | Boergas        |
| B           | Varna          |
| BH          | Vidin          |
| BP          | Vratsa         |
| BT          | Veliko Tarnovo |
| C, CA en CB | Sofia (stad)   |
| CC          | Silistra       |
| CH          | Sliven         |
| CM          | Smoljan        |
| CO          | Sofia          |
| CT          | Stara Zagora   |
| E           | Blagoëvgrad    |
| EB          | Gabrovo        |
| EH          | Pleven         |
| H           | Sjoemen        |
| K           | Kardzjali      |
| KH          | Kjoestendil    |
| M           | Montana        |
| OB          | Lovetsj        |
| P           | Roese          |
| PA          | Pazardzjik     |
| PB          | Plovdiv        |
| PK          | Pernik         |
| PP          | Razgrad        |
| T           | Targovisjte    |
| TX          | Dobritsj       |
| X           | Chaskovo       |
| Y           | Jambol         |